# Château de Geay
Le château de Geay, datant de la fin du XVIe siècle, est situé à proximité du bourg de Geay en Charente-Maritime.

## Historique
Le château a été construit par Jean de Latour de Geay vers 1591 afin de remplacer la précédente demeure de sa famille qui était difficilement défendable car située au centre du bourg. Dans le contexte de la fin des guerres de religion, le seigneur de Geay avait en effet reçu de sa suzeraine, la dame de Tonnay-Charente, autorisation de fortifier ce domaine qui était possession de la famille depuis au moins 1490.  C'est ainsi que le château fut pourvu d'un mur d'enceinte, de bretèches et d'archères.
Le château, qui a vu passer vingt générations, est toujours aux mains de la famille qui l'a fait ériger.
Il est inscrit aux monuments historiques depuis 1986.

## Architecture
Ce château rectangulaire entouré de deux pavillons carrés se distingue par sa haute toiture en ardoise. Il est ceinturé d'une muraille qui comptait à l'origine une tour à chacun des quatre angles, dont seules deux subsistent aujourd'hui. L'ensemble de la construction fait preuve de sobriété à l'exception de la porte d'entrée, remarquable par ses pilastres et son fronton triangulaire.

## Visites
Le château, propriété privée, ne se visite habituellement pas.